# Lödöse
Lödöse je grad u jugozapadnoj Švedskoj u županiji Västra Götaland.

## Stanovništvo
Prema podacima o broju stanovnika iz 2005. godine u gradu Lödöseu živi 1.265 stanovnika, dok je prosječna gustoća naseljenosti 10 stan./km2.

## Vanjske poveznice
- Muzej

### Ostali projekti
|  | Zajednički poslužitelj ima još gradiva o temi Lödöse |